# Джон Бевіс
Джон Бевіс (англ. John Bevis) (31 жовтня 1693 чи 10 листопада 1695, Старий Сарум, Вілтшир — 6 листопада, 1771), англійський лікар і астроном.
Прославився завдяки відкриттю Крабоподібної туманності в 1731 році.

Бевіс також спостерігав затемнення Венерою Меркурія 28 травня 1737, а ще спостерігав та розрахував правила затемнення супутників Юпітера.

Близько 1750 року Джон Бевіс склав зоряний каталог (більше атлас), якому дали назву «Uranographia Britannica».